# Miss Balaton Fővárosa
A Miss Balaton Fővárosa egy évenként megrendezésre kerülő, Keszthely központú  magyar országos szépségverseny volt. Győztese (a "királynő") egy éven át viseli a "Miss Balaton Fővárosa" címet. 2008 és 2011 között rendezték meg Keszthelyen. Az esemény honlapján meghirdették a 2012. évi versenyt is, ám a tényleges megrendezésről nincs információ.
Internetes nevezés útján jelentkezhettek a versenyzők. A  nagyközönség hetente leadott szavazatai alapján lehetett bejutni az elődöntőbe. Ez a "beszavazás" több hónapon keresztül zajlott. Az elődöntőből egy szakmai zsűri válogatta ki azokat a versenyzőket, akik a döntőn felléphettek. A döntő a verseny nevéhez hűen Keszthelyen került megrendezésre. Az elődöntő a 2009-es évtől élő helyszínen zajlik, 2009-ben Budapesten.

## Története
A verseny 2008-ban került első alkalommal megrendezésre. Helyszíne Keszthely, Balaton Színház és Kongresszusi központ volt. A döntő időpontja 2008. június 28.
Jelentkezők száma: 326
2009-ben elődöntővel bővült a rendezvény, mely 2009. július 18-án került megrendezésre Budapest egyik exkluzív helyszínén a Lidóban. A döntő a verseny nevéhez méltóan a Balaton fővárosában 2009. augusztus 15-én volt. A szabadtéri rendezvény helyszíne Keszthely, Viviera Beach.
Jelentkezők száma: 502
2010-ben az elődöntőt 2010. július 3-án rendezték meg a budapesti a Kaméleon Clubban. A döntő 2010. augusztus 7-én volt. A szabadtéri rendezvény helyszíne ismét a keszthelyi Viviera Beach volt. 2010. július 12-14. között felkészítő tábor volt Sikondafürdőn a Sikonda Wellness Hotelben.
Jelentkezők száma: 344
2011-ben az elődöntő 2011. július 9-én került megrendezésre Budapesten a Creol dinner and barban. A döntő 2011. augusztus 6-án volt a keszthelyi Viviera Beach-en. 2011 júliusában a felkészítő tábornak a Hotel Wellamarin adott otthont Zamárdiban. Jelentkezők száma: 300

## A verseny győztesei

### 2008
- Lakatos Anikó Miss Balaton Fővárosa
- Miták Margit Bernadett és Seres Tímea udvarhölgyek
- Nagy Noémi város különdíjasa

### 2009
- Németh Nikolett Miss Balaton Fővárosa
- Réthi Éva és Verner Adrienn udvarhölgyek
- Gál Ildikó különdíjas Miss Bikini

### 2010
- Boczek Nikolett Miss Balaton Fővárosa
- Bede Barbara és Horváth Alexandra udvarhölgyek

### 2011
- Hankó Cynthia Miss Balaton Fővárosa
- Hajdu Anett és Kalmár Flóra udvarhölgyek